# 鍾芭·拉希莉
鍾芭·拉希莉（Jhumpa Lahiri，1967年7月11日—），印度裔美國人，著名小說作家。拉希莉出生於倫敦，兩歲時隨家人移民到美國羅德島州，1989年於巴納德學院獲得英語文學的文學士學位，其後又於波士頓大學獲得英文等碩士學位，畢業後曾於波士頓大學任教。2001年，她與時代雜誌拉丁美洲版的編輯阿爾貝托·布什結婚，分別與2002年及2005年誕下嬰兒，目前定居在意大利羅馬。
拉希莉的第一本短篇小故事集《醫生的翻譯員》曾被多間發行商拒絕出版，最終在1999年成功發行，並為拉希莉贏得2000年普立茲小說獎。2003年，拉希莉的第一本小說《同名之人》出版，並於2007年改編成電視劇集，由米拉·奈兒執導，凱爾朋·蘇雷什·默迪、塔布及伊凡·卡漢主演。2008年，她出版第二本短篇故事集《不適應的土地》，此書為她贏得了全球最高獎金的短篇小說獎--弗蘭克·奧康納獎及27,000英鎊的獎金。